# Josep Tarradellas Barcelona-El Prat repülőtér
A Barcelona-El Prat repülőtér (IATA: BCN, ICAO: LEBL) Spanyolország egyik legnagyobb nemzetközi repülőtere. A Barcelonával délnyugat felől határos El Prat de Llobregat nevű település mellett található (innen kapta a nevét is), a Földközi-tenger partján. A repülőtér forgalma dinamikusan növekszik, 2019-ben már 59,6 millió utas fordult meg itt, mely 5%-os növekedést jelent az előző évhez képest.

## Megközelítése
A repülőteret Barcelonából autóval, taxival, városi autóbuszvonalakon (46, L77, L99, PR1, N16, N17), mikrobusz-járatokkal és elővárosi vonattal lehet megközelíteni. Frekventált kapcsolat az Aeorobus, melynek A1, illetve A2 vonala a T1, illetve T2 terminált köti össze a Plaça de Catalunya központi térrel, metróállomással. A tömegközlekedés gyors eszköze az R2-es elővárosi vonat, mely a belvárosi Passeig de Gràcia metró-csomóponttal, illetve az Estació de Sants) és a Estació de França vasúti pályaudvarokkal teremt kapcsolatot. A metró elővárosokat érintő L9-es vonala 2016-ban érte el a repülőteret, a belvároson áthaladó L2-es vonalnak a repülőtérig történő meghosszabbítását bizonytalan időre elhalasztották.

## Futópályák
- 06L/24R (3352 m, aszfaltbeton, 60 m)
- 02/20 (2528 m, aszfaltbeton, 45 m)
- 06R/24L (2660 m, aszfaltbeton, 60 m)

## Statisztika

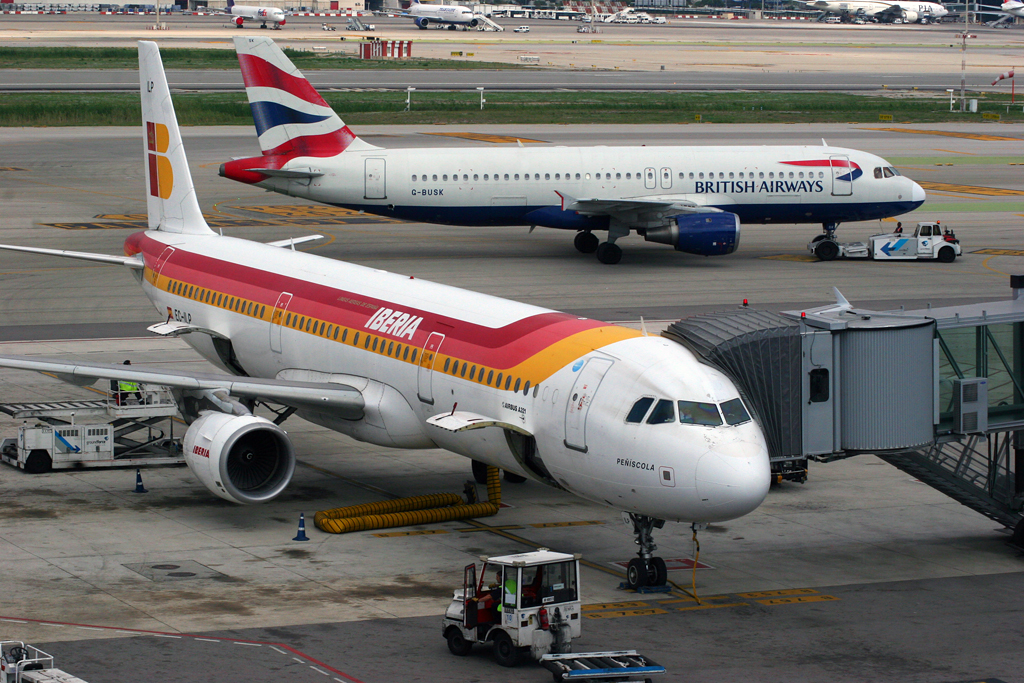
Iberia Airbus A321-211 (EC-ILP) & British Airways Airbus A320-211 (G-BUSK)

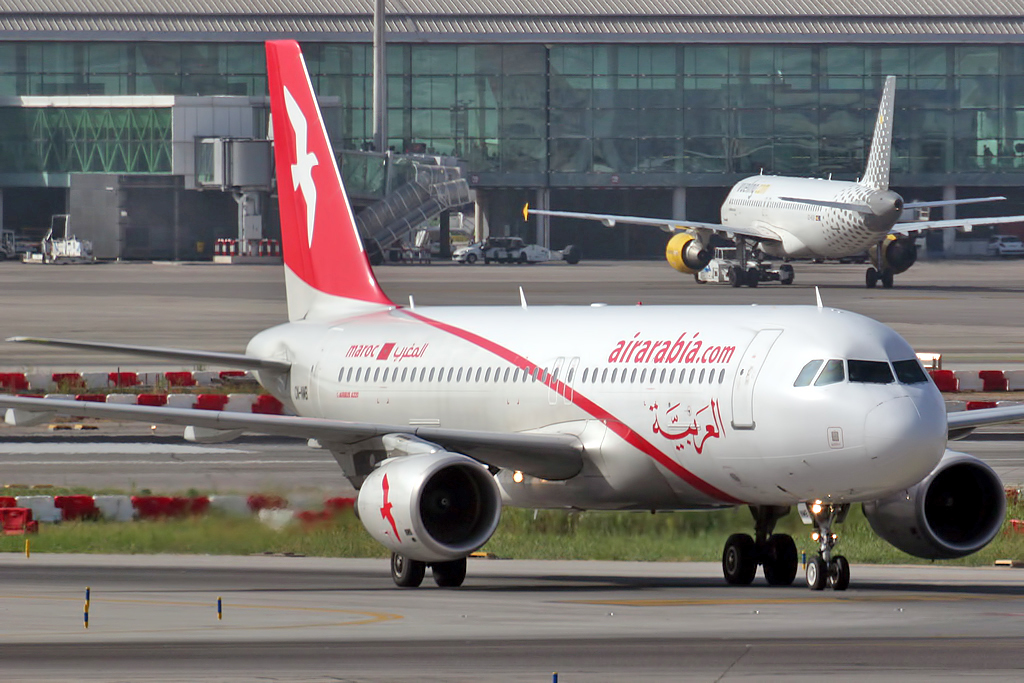
Air Arabia Maroc Airbus A320-214 (CN-NMB)

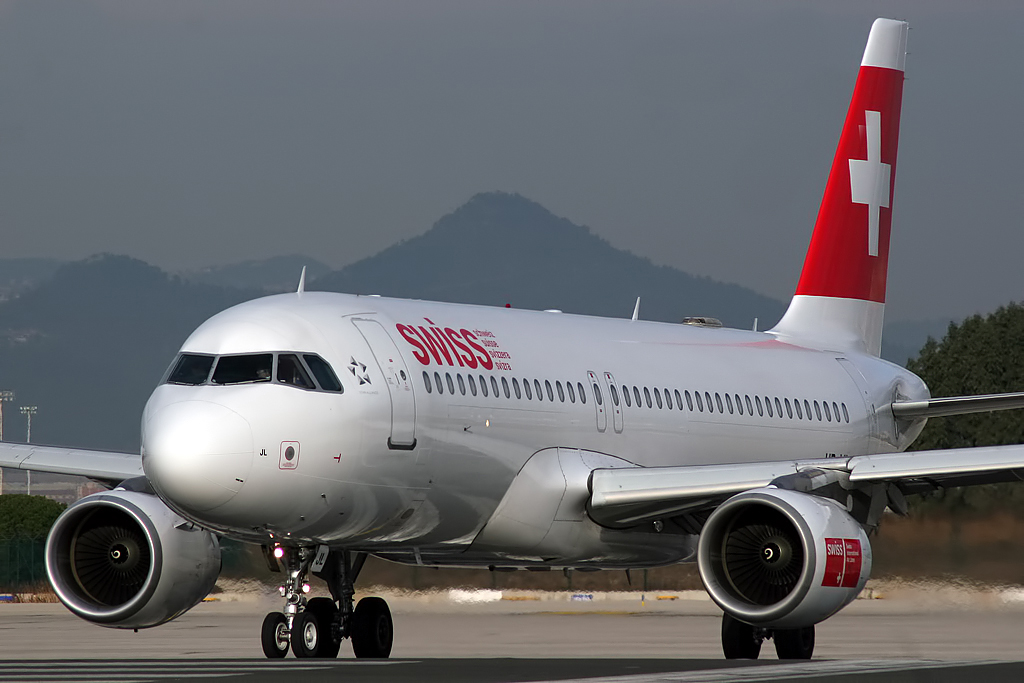
Swiss International Air Lines Airbus A320-214 (HB-IJL)

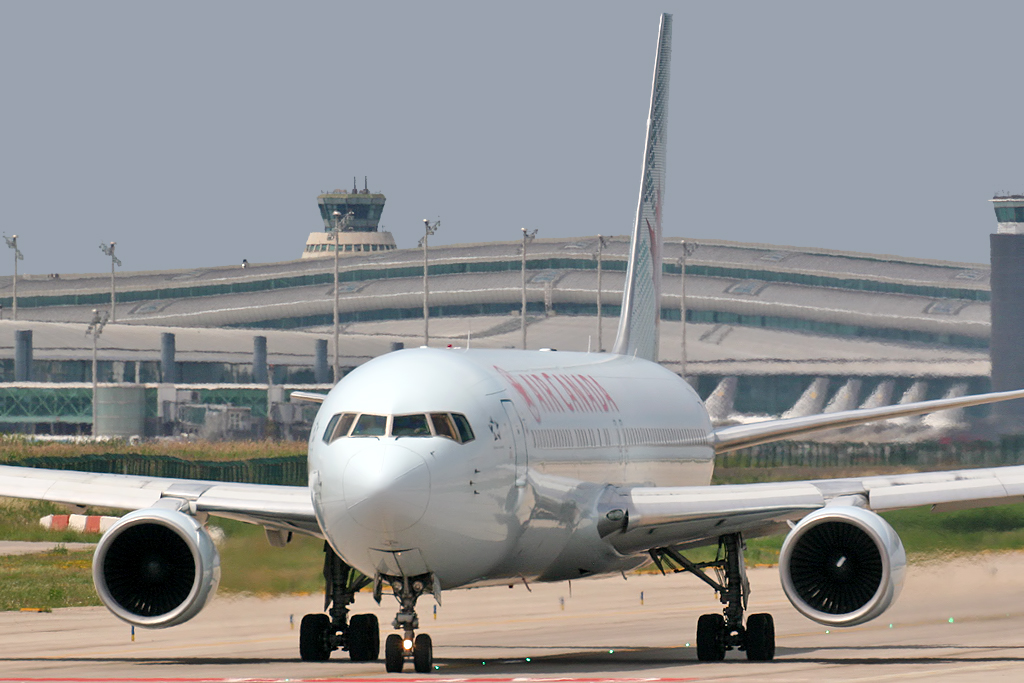
Air Canada Boeing 767-33AER (C-GHPN)

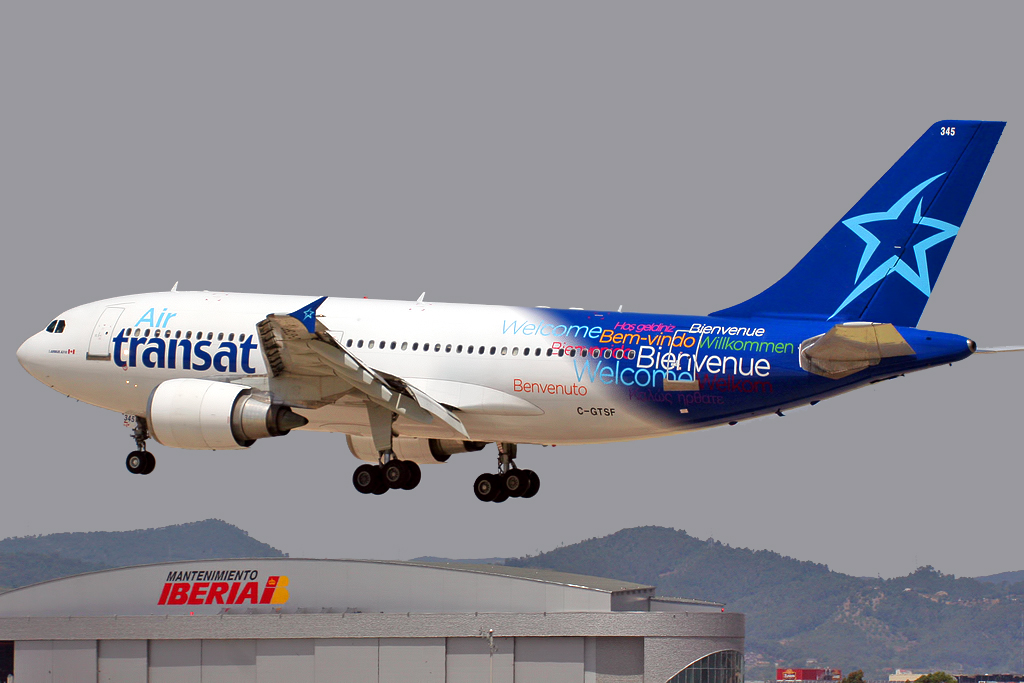
Air Transat Airbus A310-304ET (C-GTSF)

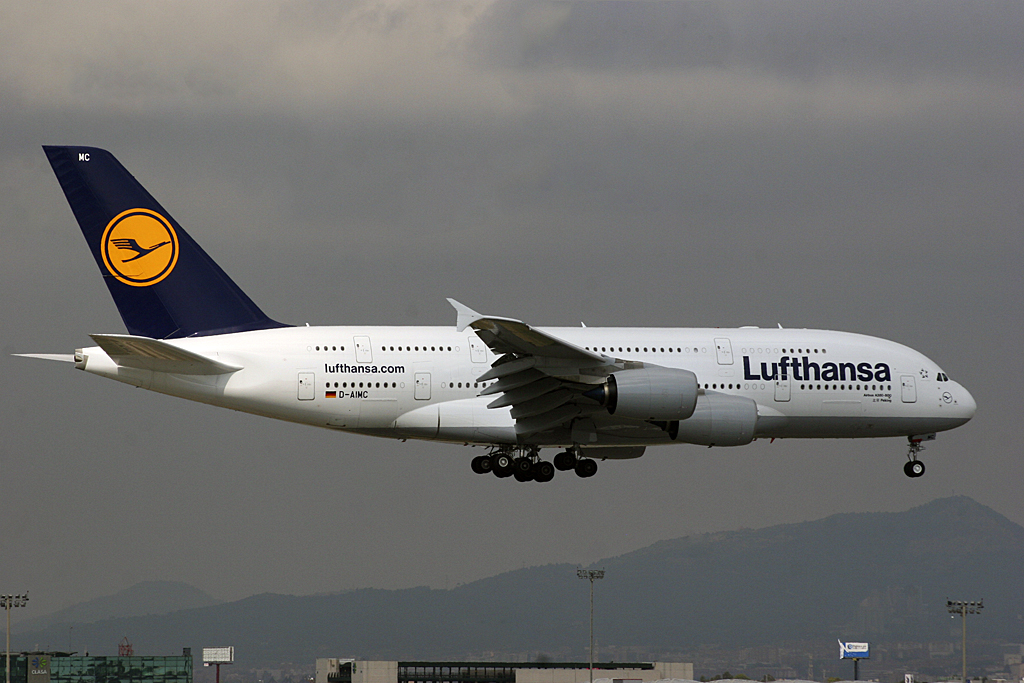
Lufthansa Airbus A380-841 (D-AIMC)

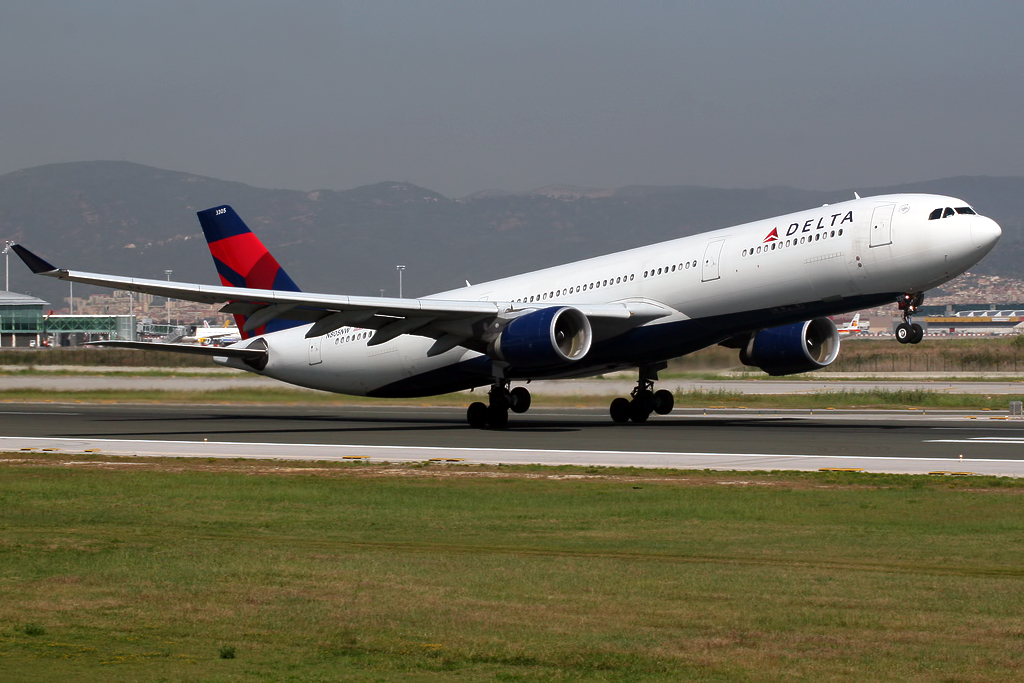
Delta Air Lines Airbus A330-323 (N805NW)

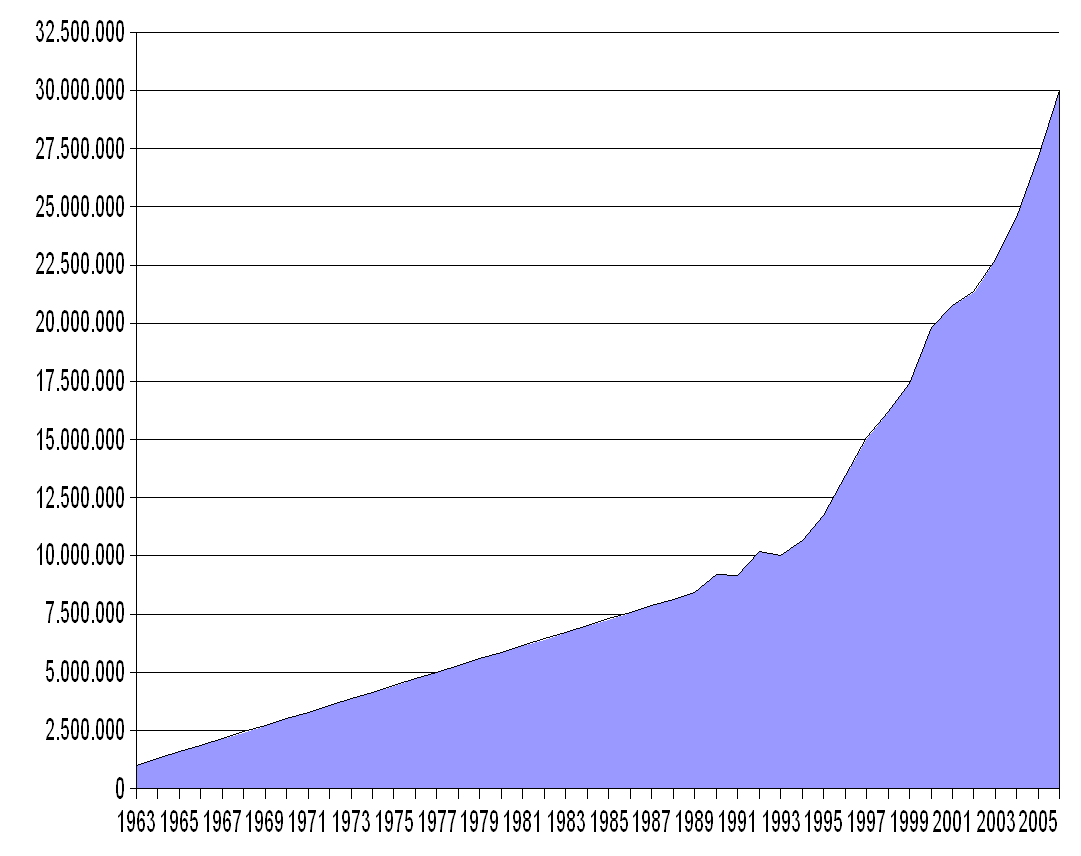
A forgalom növekedése 1963 és 2006 között

| Helyezés | Légitársaság                  | Utasszám   | Célállomások                           |
| -------- | ----------------------------- | ---------- | -------------------------------------- |
| 1        | Vueling                       | 20 381 235 | Európa, Afrika, Ázsia                  |
| 2        | Ryanair                       | 7 828 218  | Európa, Afrika                         |
| 3        | Iberia                        | 1 761 680  | Európa, Afrika, Dél-Amerika            |
| 4        | easyJet Europe                | 1 724 336  | Európa                                 |
| 5        | easyJet                       | 1 607 272  | Nagy-Britannia, Európa                 |
| 6        | Lufthansa                     | 1 492 483  | Németország (München és Frankfurt)     |
| 7        | Air Europa                    | 1 095 636  | Spanyolország                          |
| 8        | Norwegian                     | 1 058 699  | Európa (jövőben: USA)                  |
| 9        | Wizz Air                      | 1 041 784  | Európa                                 |
| 10       | British Airways               | 827 650    | Nagy-Britannia (London)                |
| 11       | Air France                    | 721 159    | Franciaország (Párizs)                 |
| 12       | Swiss International Air Lines | 653 317    | Svájc (Geneva és Zürich)               |
| 13       | KLM                           | 575 127    | Hollandia (Amszterdam)                 |
| 14       | Germanwings                   | 523 653    | Németország                            |
| 15       | easyJet Switzerland           | 514 019    | Svájc                                  |
| 16       | Transavia                     | 449 711    | Hollandia                              |
| 17       | TAP Portugal                  | 437 355    | Portugália                             |
| 18       | Emirates                      | 321 258    | United Arab Emirates (Dubai)           |
| 19       | Turkish Airlines              | 320 523    | Törökország                            |
| 20       | Aeroflot                      | 288 546    | Oroszország (Moszkva és Szentpétervár) |
| 21       | Monarch Airlines              | 272 457    | Nagy-Britannia                         |
| 22       | American Airlines             | 266 583    | USA                                    |
| 23       | Brussels Airlines             | 252 734    | Belgium (Brüsszel)                     |
| 24       | Qatar Airways                 | 233 039    | Katar (Doha)                           |
| 25       | Transaero Airlines            | 224 585    | Oroszország                            |

| Helyezés | Repülőtér               | Utasszám  | Carriers                                                       |
| -------- | ----------------------- | --------- | -------------------------------------------------------------- |
| 1        | London Gatwick          | 1.301.470 | British Airways, easyJet, Monarch Airlines, Norwegian, Vueling |
| 2        | Amsterdam Schiphol      | 1.206.155 | KLM, Transavia, Vueling                                        |
| 3        | Paris Charles de Gaulle | 1.193.700 | Air France, easyJet, Vueling                                   |
| 4        | Rome Fiumicino          | 1.114.027 | Alitalia, Ryanair, Vueling                                     |
| 5        | Frankfurt International | 1.024.578 | Lufthansa, Vueling                                             |
| 6        | Paris Orly              | 904.559   | Transavia, Vueling                                             |
| 7        | Brussels National       | 876.570   | Brussels Airlines, Ryanair, Vueling                            |
| 8        | München                 | 750.152   | Lufthansa, Vueling                                             |
| 9        | London Heathrow         | 648.323   | British Airways                                                |
| 10       | Milan Malpensa          | 628.787   | easyJet, Vueling                                               |
| 11       | Zürich International    | 597.909   | Swiss International Air Lines, Vueling                         |
| 12       | Lisszabon               | 576.948   | Portugalia, TAP Portugal, Vueling                              |
| 14       | Genf                    | 489.579   | easyJet Switzerland, Swiss International Air Lines, Vueling    |

| Év   | Utasszám   | %     | Év   | Utasszám   | %     |
| ---- | ---------- | ----- | ---- | ---------- | ----- |
| 1963 | 1 000      | -     | 2000 | 19 809 567 | +13,8 |
| 1977 | 5 000      | -     | 2001 | 20 745 536 | +4,7  |
| 1990 | 9 205 000  | -     | 2002 | 21 348 211 | +2,9  |
| 1991 | 9 145 000  | -0,7  | 2003 | 22 752 667 | +6,6  |
| 1992 | 10 196 000 | +11,5 | 2004 | 24 558 138 | +7,9  |
| 1993 | 9 999 000  | -2,0  | 2005 | 27 152 745 | +10,6 |
| 1994 | 10 647 285 | +6,5  | 2006 | 30 008 152 | +10,5 |
| 1995 | 11 727 814 | +10,1 | 2007 | 32 898 249 | +9,6  |
| 1996 | 13 434 679 | +14,6 | 2008 | 30 208 134 | -8,2  |
| 1997 | 15 065 724 | +12,1 | 2009 | 27 311 765 | -9,4  |
| 1998 | 16 194 805 | +7,3  | 2010 | 29 209 595 | +6,5  |
| 1999 | 17 421 938 | +7,6  | 2011 | 34 398 226 | +17,8 |
|      |            |       | 2012 | 35 144 503 | +2,2  |
|      |            |       | 2013 | 35 216 828 | +0,2  |
|      |            |       | 2014 | 37 559 044 | +6,7  |

| Év   | Operátor | %     |
| ---- | -------- | ----- |
| 1999 | 233 609  | -     |
| 2000 | 255 913  | +9,5  |
| 2001 | 273 119  | +6,3  |
| 2002 | 271 023  | -0,8  |
| 2003 | 282 021  | +4,1  |
| 2004 | 291 369  | +3,3  |
| 2005 | 307 798  | +5,6  |
| 2006 | 327 636  | +6,4  |
| 2007 | 352 501  | +7,6  |
| 2008 | 321 491  | -8,8  |
| 2009 | 278 965  | -13,3 |
| 2010 | 277 832  | -0,4  |
| 2011 | 303 054  | +9,1  |
| 2012 | 290 004  | -4,3  |
| 2013 | 276 497  | -4,7  |
| 2014 | 283 850  | +2,7  |

| Év   | Tonna   | %     |
| ---- | ------- | ----- |
| 1999 | 88 217  | -     |
| 2000 | 88 269  | +2,4  |
| 2001 | 81 882  | -7,8  |
| 2002 | 75 905  | -7,3  |
| 2003 | 70 118  | -7,6  |
| 2004 | 84 985  | +21,2 |
| 2005 | 90 446  | +6,4  |
| 2006 | 93 404  | +3,3  |
| 2007 | 96 770  | +3,6  |
| 2008 | 104 329 | +7,7  |
| 2009 | 89 813  | -13,6 |
| 2010 | 104 279 | +16,1 |
| 2011 | 96 572  | -7,4  |
| 2012 | 96 522  | -0,1  |
| 2013 | 100 288 | +3,9  |
| 2014 | 102 692 | +2,4  |

## Légitársaságok és úticélok
2025-ben a Josep Tarradellas Barcelona-El Prat repülőtérről az alábbi járatok indulnak (Utoljára frissítve: 2025-08-16):
| Légitársaság                  | Célállomások |
| ----------------------------- | --- |
| Aegean Airlines               | Athens, Thessaloniki |
| Aer Lingus                    | Dublin |
| Air Algérie                   | Algiers, Oran |
| Air Arabia                    | Casablanca, Fès, Nador, Rabat, Tangier |
| airBaltic                     | Riga, Tallinn |
| Air Canada                    | Montréal–Trudeau Szezonális: Toronto–Pearson |
| Air China                     | Beijing–Capital, Shanghai–Pudong |
| Air Europa                    | Madrid, Palma de Mallorca |
| Air France                    | Párizs-Charles de Gaulle repülőtér |
| Air Serbia                    | Belgrád |
| Air Transat                   | Szezonális: Montréal–Trudeau |
| AJet                          | Ankara (kezdődik 2025 október 24-től) |
| American Airlines             | Miami, Philadelphia Szezonális: Chicago–O'Hare, Dallas/Fort Worth, New York–JFK |
| Arkia                         | Tel Aviv |
| Asiana Airlines               | Seoul–Incheon |
| Atlantic Airways              | Szezonális: Vágar |
| Austrian Airlines             | Bécs |
| Avianca                       | Bogotá |
| Azerbaijan Airlines           | Baku |
| Azores Airlines               | Ponta Delgada |
| Bluebird Airways              | Tel Aviv |
| Boliviana de Aviación         | Szezonális: Santa Cruz de la Sierra–Viru Viru (kezdődik 2025 augusztus 16-tól) |
| British Airways               | London–City, London–Heathrow |
| Brüsszel Airlines             | Brüsszel |
| Bulgaria Air                  | Szezonális: Szófia |
| Cathay Pacific                | Szezonális: Hong Kong |
| China Eastern Airlines        | Shanghai–Pudong (kezdődik 2025 szeptember 26-tól) |
| Condor                        | Frankfurt (kezdődik 1 May 2026) |
| Croatia Airlines              | Zágráb |
| Cyprus Airways                | Szezonális: Larnaca |
| Dan Air                       | Szezonális: Bacău |
| Delta Air Lines               | Atlanta, New York–JFK, Seattle/Tacoma (kezdődik 7 May 2026) Szezonális: Boston |
| easyJet                       | Basel/Mulhouse, Berlin, Birmingham, Bristol, Genf, Glasgow, Lisbon, Liverpool, London–Gatwick, London–Luton, Lyon, Manchester, Milan–Linate, Milan–Malpensa, Naples, Nizza, Strasbourg Szezonális: Belfast–International, Edinburgh (kezdődik 2025 október 27-től), Leeds/Bradford (kezdődik 2025 október 29-től), London–Southend (kezdődik 2025 október 26-tól), Pisa, Rennes (kezdődik 2025 október 26-tól), Southampton (kezdődik 2025 október 27-től) |
| Egyptair                      | Cairo Szezonális: Luxor |
| El Al                         | Tel Aviv |
| Emirates                      | Dubai–International, Mexico City |
| Etihad Airways                | Abu Dhabi |
| Eurowings                     | Köln/Bonn, Düsseldorf, Hamburg, Prága, Salzburg, Stuttgart |
| Finnair                       | Helsinki |
| FlyOne                        | Szezonális: Chișinău, Yerevan |
| HiSky                         | Bukarest–Otopeni |
| Iberia                        | Badajoz, León, Madrid, Melilla, Pamplona, Valencia Szezonális: Funchal, Strasbourg |
| Iberojet                      | Tegucigalpa/Comayagua Szezonális: Cancún, Punta Cana |
| Icelandair                    | Reykjavík–Keflavík |
| ITA Airways                   | Róma–Fiumicino |
| Jet2.com                      | Birmingham, Leeds/Bradford, Manchester, Newcastle upon Tyne (kezdődik 21 May 2026) |
| KLM                           | Amszterdam |
| Kuwait Airways                | Kuwait City |
| LATAM Brasil                  | São Paulo–Guarulhos |
| Level                         | Boston, Buenos Aires–Ezeiza, Los Angeles, Miami, New York–JFK, Santiago de Chile Szezonális: San Francisco |
| LOT Polish Airlines           | Varsó–Chopin, Varsó–Radom |
| Lufthansa                     | Frankfurt, München |
| Luxair                        | Luxembourg |
| Middle East Airlines          | Szezonális: Beirut |
| Neos                          | Szezonális charter: Tel Aviv |
| Norwegian Air Shuttle         | Koppenhága, Helsinki, Oslo, Stockholm–Arlanda Szezonális: Bergen, Gothenburg, Rovaniemi (kezdődik 2025 december 3-tól), Sandefjord, Stavanger |
| Nouvelair                     | Tunis |
| Pegasus Airlines              | Istanbul–Sabiha Gökçen |
| Play                          | Reykjavík–Keflavík |
| Qatar Airways                 | Doha |
| Royal Air Maroc               | Casablanca Szezonális: Tangier |
| Royal Jordanian               | Amman–Queen Alia |
| Ryanair                       | Beauvais, Bergamo, Berlin, Birmingham, Bologna, Brüsszel, Budapest, Charleroi, Köln/Bonn, Koppenhága, Cork, Dublin, Edinburgh, Eindhoven, Fez, Fuerteventura, Ibiza, Krakkó, Lanzarote, Liverpool, London–Luton, London–Stansted, Luxembourg, Málaga, Malta, Manchester, Marrakesh, Menorca, Milan–Malpensa, Nador, Naples, Newcastle upon Tyne, Ouarzazate, Palermo, Palma de Mallorca, Perugia, Poitiers, Porto, Prága, Rabat, Reggio Calabria, Riga, Róma–Fiumicino, Santiago de Compostela, Seville, Stockholm–Arlanda, Szófia, Tallinn, Tangier, Tenerife–North, Tenerife–South, Turin, Venice, Bécs, Vilnius, Varsó–Modlin Szezonális: Alghero, Alicante, Corfu,[forrás?] East Midlands, Faro, Gdańsk, Glasgow–Prestwick, Gran Canaria, Hahn, Oujda, Trieste, Zadar |
| Saudia                        | Jeddah Szezonális: Riyadh |
| Scandinavian Airlines         | Koppenhága, Stockholm–Arlanda Szezonális: Oslo |
| Shenzhen Airlines             | Shenzhen |
| Singapore Airlines            | Milan–Malpensa, Singapore |
| SkyUp Airlines                | Chișinău |
| Smartwings                    | Prága (kezdődik 2025 október 23-tól) Szezonális charter: Brno, Ostrava, Prága |
| Smartwings Hungary            | Szezonális charter: Budapest, Debrecen |
| SunExpress                    | Szezonális: İzmir |
| Swiss International Air Lines | Zürich |
| TAP Air Portugal              | Lisbon |
| Transavia                     | Amszterdam, Eindhoven, Párizs–Orly, Rotterdam/The Hague |
| Tunisair                      | Tunis |
| Turkish Airlines              | Istanbul |
| TUS Airways                   | Tel Aviv (kezdődik 2025 október 26-tól) |
| T'way Air                     | Seoul–Incheon |
| United Airlines               | Newark, Washington–Dulles Szezonális: Chicago–O'Hare, San Francisco |
| Volotea                       | Asturias, Bordeaux, Brest, Murcia, Nantes, Strasbourg, Vitoria (kezdődik 2025 november 6-tól) Szezonális: Ancona, Lille, Marseille, Olbia,[forrás?] Verona[forrás?] |
| Vueling                       | A Coruña, Algiers, Alicante, Almería, Amszterdam, Asturias, Athens, Banjul, Bari, Basel/Mulhouse, Beirut (felfüggesztve), Berlin, Bilbao, Billund, Birmingham (vége 2025 október 25-től), Bologna, Bordeaux, Brüsszel, Cagliari, Cairo, Catania, Koppenhága, Córdoba (kezdődik 2025 szeptember 18-tól), Dakar–Diass, Dublin, Dubrovnik, Düsseldorf, Edinburgh, Essaouira, Florence, Fuerteventura, Genf, Genoa, Granada, Gran Canaria, Hamburg, Hannover, Ibiza, Istanbul, Jerez de la Frontera, Lanzarote, La Palma, Lisbon, Ljubljana (kezdődik 2025 november 16-tól), London–Gatwick, London–Heathrow, Lyon, Málaga, Malta, Manchester, Marrakesh, Marseille, Menorca, Milan–Malpensa, München, Nantes, Naples, Nizza, Nuremberg, Oslo, Palermo, Palma de Mallorca, Párizs-Charles de Gaulle repülőtér, Párizs–Orly, Porto, Prága, Róma–Fiumicino, San Sebastián, Santander, Santiago de Compostela, Seville, Stockholm–Arlanda, Strasbourg (kezdődik 2025 november 27-től), Stuttgart, Tangier, Tel Aviv (felfüggesztve), Tenerife–North, Tirana, Turin, Valencia, Venice, Bécs, Vigo, Zürich Szezonális: Agadir (kezdődik 2025 november 16-tól), Faro, Helsinki, Heraklion, Mykonos, Olbia, Oran, Reykjavík–Keflavík, Rimini, Rovaniemi, Sal, Salerno (vége 2025 október 25-től), Santorini, Split, Tivat, Tromsø, Tunis[forrás?] |
| WestJet                       | Szezonális: Calgary,[forrás?] Halifax |
| Wizz Air                      | Belgrád, Bratislava (kezdődik 2025 november 14-től), Bukarest–Băneasa (kezdődik 2025 október 26-tól), Bukarest–Otopeni, Budapest, Chișinău (kezdődik 2025 augusztus 18-tól), Cluj-Napoca, Gdańsk, Iași, Katowice, Krakkó, Kutaisi, Larnaca (kezdődik 2025 október 27-től), London–Luton (kezdődik 29 March 2026), Milan–Malpensa, Róma–Fiumicino, Skopje, Szófia, Timişoara, Tirana, Venice, Bécs, Vilnius, Varsó–Chopin, Varsó–Modlin (kezdődik 2025 december 1-től), Wrocław |

## Forgalom
Az utasforgalom az elmúlt években az alábbi módon változott:
| Utasok száma | 9 205 000 | 10 647 285 | 15 065 724 | 20 745 536 | 27 152 745 | 30 272 084 | 35 144 503 | 44 121 035 | 52 688 455 | 49 909 544 |
|              | 1990      | 1994       | 1997       | 2001       | 2005       | 2008       | 2012       | 2016       | 2019       | 2023       |

## Érdekességek
A Barcelona-Madrid viszonylat volt 2007-ig a világ legforgalmasabb légi útvonala, hetente 971 gépmozgással (le- vagy felszállás). De mára a forgalom jelentős részét a Spanyol Államvasutak nagysebességű AVE 103 vonatai szállítják a Madrid–Barcelona nagysebességű vasútvonalon.